# Retssamfund
|  | Sammenskrivningsforslag Artiklerne Retsstat, Retssamfund er foreslået sammenskrevet. (Siden januar 2020) Diskutér forslaget |

Et retssamfund eller en retsstat er et samfund med et veludviklet og civiliseret retssystem, der bygger på principper som lighed for loven, retssikkerhed, adskillelse af statsmagterne og folkets suverænitet. Begrebet er oprindeligt tysk (Rechtsstaat) og blev lanceret af juristen Robert von Mohl i 1832.
I retssamfundet handler den udøvende magt under demokratisk kontrol og samfundets domstole fungerer uafhængigt af centraladministrationen. Retssamfundets borgerne har visse fundamentale rettigheder og friheder, men også pligten til at overholde landets love. Borgerne har desuden krav på en retfærdig behandling hos de administrative myndigheder og hos domstolene.
Som oftest er retssamfund også et liberalt demokrati. Men mens det liberale demokrati har retssamfundet som sin forudsætning, behøver et retssamfund ikke at være et demokrati.

## De bærende principper
Retssamfundet karakteriseres ved, at magtanvendelsen i samfundet er institutionaliseret i form af et politikorps, der samtidig har monopol på anvendelse af magt over for de individer eller organisationer, der ikke overholder lovgivningen. Det anses derfor for illegitimt og illegalt at øve selvtægt. Retssamfundet er bundet og begrænset af retsreglerne, der afgrænser dens handlemuligheder – der skal være lovhjemmel for de af samfundet udførte dispositioner. Det princip kaldes også legalitetsprincippet. For statens vedkommende taler man om, at hjemmelskravet udgør en negativ afgrænsning, mens der for borgernes vedkommende er tale om en positiv afgrænsning – idet borgerne kan gøre alt, hvad de måtte ønske, så længe de ikke overtræder loven.

### Magtens deling
Et af de fundamentale principper for retssamfundet er magtdelingsprincippet, der blev udtænkt af filosoffen Charles Montesquieu i oplysningstidens Frankrig. Det er en samfundsmodel, der deler statsmagten i tre af hinanden uafhængige grene: Den lovgivende, den udøvende og den dømmende magt. De tre magters opgave er blandt andet at føre kontrol med de to andre; således skulle det ikke være muligt for en af dem at overskride sine myndighedsbeføjelser uden at blive stillet ansvarlig derfor af de to andre. Det ville ifølge Montesquieu skabe en balance mellem statsmagterne.

### Det suveræne folk
Et andet princip er folkesuverænitetsprincippet, der har rødder tilbage til Jean-Jacques Rousseau. Den lovgivende magt vælges af folket og sætter grænserne for hvad den dømmende magt kan foretages sig. Gennem parlamentarismen har folket desuden kontrol over den udøvende magt. 
Retssamfundet karakteriseres desuden ved, at dets borgere har en række frihedsrettigheder, hvoraf ytringsfrihed, religionsfrihed og forsamlingsfrihed er de mest fundamentale.

### Retssikkerhed
Retssikkerheden er det vigtigste værn for borgerne i retssamfundet. Den skal sikre borgerne de rettigheder, de ifølge loven har krav på. Legalitetsprincippet er med til at sikre en høj grad af forudsigelighed, idet borgeren ikke risikerer afgørelser, som der ikke findes et retmæssigt grundlag for. 
Borgerne kan være sikre på, at der bliver grebet ind overfor lovovertrædelser, men også de kriminelle har en retssikkerhed. To eksempler herpå er selve bevisførelsen, hvor sigtede er uskyldig til andet er bevist samt Grundlovens krav om at blive stillet for en dommer indenfor 24 timer ved et såkaldt grundlovsforhør. Endelig er retssager i et retssamfund i udgangspunktet også offentligt tilgængelige. 
Endelig er der i et retssamfund lighed for loven. Det vil sige, at race, etnicitet, køn og sociale status ikke er faktorer, der tillæges betydning ved domstolenes afgørelser og at afgørelserne ikke er baseret på vilkårlighed, men har baggrund i loven.

### Legitimitet
For at kunne fungere optimalt, må retssystemet bibeholde sin retslige legitimitet blandt borgerne. Det betyder, at retssystemet skal være bredt accepteret og respekteret og nyde befolkningens tillid. De retlige afgørelser må opfattes som retfærdige og skal altid kunne retfærdiggøres med henvisning til lovgivningen. 
Det kan derfor blive et problem, hvis domstolene efter borgernes opfattelser træffer afgørelser, der opleves som uretfærdige og som blot begrundes med henvisning til en lovparagraf. Retssamfundet må derfor tilpasse sig den almene retsfølelse blandt befolkningen. I princippet skal det ske ved at den lovgivende magt ændrer loven således at den atter korresponderer med borgernes retsfølelse, således at borgerne har oplevelse af, at retfærdigheden sker fyldest.
Retsstat